# Лобова Балка
Лобова Балка — хутор в Крыловском районе Краснодарского края.
Входит в состав Новопашковского сельского поселения.

## География

### Улицы
- ул. Мира,
- ул. Первомайская.

### Образование
- МБОУ ООШ № 14